# Nach!
 (mars 2025).
 (mars 2025).
Nach! anciennement Nachitos est une chaîne de restauration rapide française. La franchise est spécialisée dans le poulet frit à la mexicaine, les burgers ainsi que les wraps.

## Histoire
Lancée sous le nom de Nachitos Chicken, aujourd'hui simplement Nach! a su se faire une place sur le marché du fast-food halal en France grâce à une croissance mesurée et maîtrisée. Fondée en 2008, par le père de l'actuel président Sajil Mirza, l'enseigne a démarré dans les villes d'Eaubonne, Paris et Sarcelles, avant de connaître une transformation importante avec l'arrivée de Sajil Mirza et Imène Benkhelfallah à la direction. 
En 2016, l'enseigne a amorcé une transition stratégique en se lançant en franchise et a simplifié son offre, passant d'une trentaine de recettes à une gamme plus concise, centrée sur des classiques du poulet frit et une montée en gamme avec des produits premiums.[passage promotionnel]
La première franchise, ouverte à Saint-Ouen-l'Aumône en 2016, a marqué le début d'une nouvelle phase pour l'enseigne. Depuis, Nach! a su allier prudence et expansion, atteignant aujourd'hui huit restaurants et un chiffre d'affaires de 6,5 millions d'euros. La marque a poursuivi son développement en 2023 en adoptant une nouvelle identité visuelle, avec un design moderne et des couleurs vibrantes (jaune et bleu). Cette refonte graphique a été accompagnée par la digitalisation des restaurants, avec des bornes de commande et des affichages dynamiques, pour offrir une expérience client améliorée.
En matière de produits, Nach! a misé sur une offre optimisée, incluant des filets de poulet frais, marinés et préparés sur place, des sauces maison, ainsi que des recettes innovantes comme le Jumbo Pepper wrap et le Nashgrill wrap, qui sont rapidement devenus des best-sellers. En 2023, l'enseigne a également lancé la Master Class, une collection haut de gamme qui comprend des recettes variées, et a enrichi sa carte avec des chicken wings et des chunks (poulet frit en morceaux), disponibles avec des nappages comme la sauce Buffalo, Korean ou Hot Nashville.[passage promotionnel]
L'objectif de Nach! est de se solidifier comme une référence incontournable du fried chicken halal en France, avec une stratégie de développement maîtrisé. L'enseigne prévoit l'ouverture de trois nouveaux établissements par an, tout en accompagnant les franchisés primo-accédants. Avec un investissement compris entre 150 et 200 K€, et un objectif de croissance régulière, Nach! entend offrir à ses franchisés un modèle clé en main pour garantir une qualité constante et une expansion durable.[passage promotionnel]
En 2025, Sajil Mirza est à la tête de 8 restaurants répartis dans le Val-d'Oise, à Paris et à Toulouse.